# Santa María Magdalena (Museo Catedralicio de Orense)
Santa María Magdalena es una obra anónima realizada en 1635. Está ubicada en el Museo Catedralicio de Orense (Galicia, España).

## Historia

### María Magdalena
La biografía de María Magdalena resulta un tanto confusa puesto que los Evangelios mencionan a tres mujeres distintas: María Magdalena, la pecadora; María Magdalena, una de las seguidoras de Jesús; y María de Betania, hermana de Lázaro. Tanto la liturgia romana como la tradición occidental han optado por considerar a las tres como la misma persona pese a la inexistencia de datos que permitan esta aseveración, pues lo único que se sabe con certeza del origen de esta santa es que su nombre deriva de Magdala, un territorio ubicado a orillas del mar de Galilea, en las proximidades de Tiberíades, lugar donde Jesús encontró a la Magdalena pecadora, adjetivo que durante siglos sirvió para calificar a esta mujer de prostituta; dicha pecadora, mientras Cristo cenaba en la casa de un fariseo, entró en la vivienda y, postrándose ante Jesús, comenzó a llorar al tiempo que con su larga cabellera le enjugaba los pies, tras lo cual lo ungió con un perfume que portaba en una vasija de alabastro. El silencio que Cristo mantuvo en todo momento fue interpretado por el fariseo como una aceptación de la condición de pecadora de la mujer, lo que le valió un reproche por parte de Jesús. Más adelante se menciona que el Mesías era acompañado por los apóstoles y por varias mujeres, entre las cuales se encontraba una mujer de nombre María Magdalena la cual había sido exorcizada de siete demonios, aunque el momento de mayor relevancia en la vida de la santa tendría lugar tras la crucifixión, cuando descubrió junto con otra mujer llamada María que la piedra que cubría el sepulcro de Jesús había sido apartada, siendo la Magdalena la primera persona en ver a Cristo resucitado.

### Relicario
La obra, consistente en un relicario, fue realizada en 1635 tal y como se desprende del cabildo celebrado el 21 de mayo de dicho año, donde se mencionan varias reliquias, entre las cuales se encontraban las de María Magdalena pese a no hacerse mención explícita a las mismas:

Se trato de cómo algunas de las Santas Reliquias que hay en esta S.Y. estaban sin cajas, ni biriles, que era conveniente se pusiesen en ellas para que estuviesen con más decencia y se supiesen los nombres de los Santos que eran. Se comisionó al Sr. Dr. Armida para mandarlas hacer de plata; y que una de las reliquias o costillas de San Eleuterio se ponga aparte en caxa de madera que se pueda tocar a los enfermos o mordidos de perros rabiosos o serpientes por la mucha devoción que se tiene con este glorioso santo en semejantes mordeduras y otras enfermedades de peste, así en personas como en ganados que suelen venir de muchas partes movidos los dueños a devoción de estas Santas Reliquias con confianza de sanar por intercesión del glorioso San Eleuterio.: 15–16 

Un mes después, el 26 de junio, Armida dio cuenta del encargo de este relicario, anotación registrada en las actas capitulares y recogida por el canónigo Juan Bautista Casas en un reconocimiento llevado a cabo en 1903:

En 21 de mayo de 1635 se acordó hacer de plata algunas cajas y viriles para algunas de las Santas reliquias y que una de las costillas de San Eleuterio se ponga aparte en caja de madera, para que se pueda tocar a los enfermos mordidos de perros rabiosos o serpientes por la mucha devoción que se tiene al glorioso Santo. Y en 26 junio del mismo año consta que se hizo una mano de plata para un dedo de San Martín, un cuerpo para las costillas y tabletas del Santo Pontífice Eleuterio, otro cuerpo para las costillas de Santa María Magdalena, y los brazos para las reliquias de San Rosendo y San Torcuato.: 302 

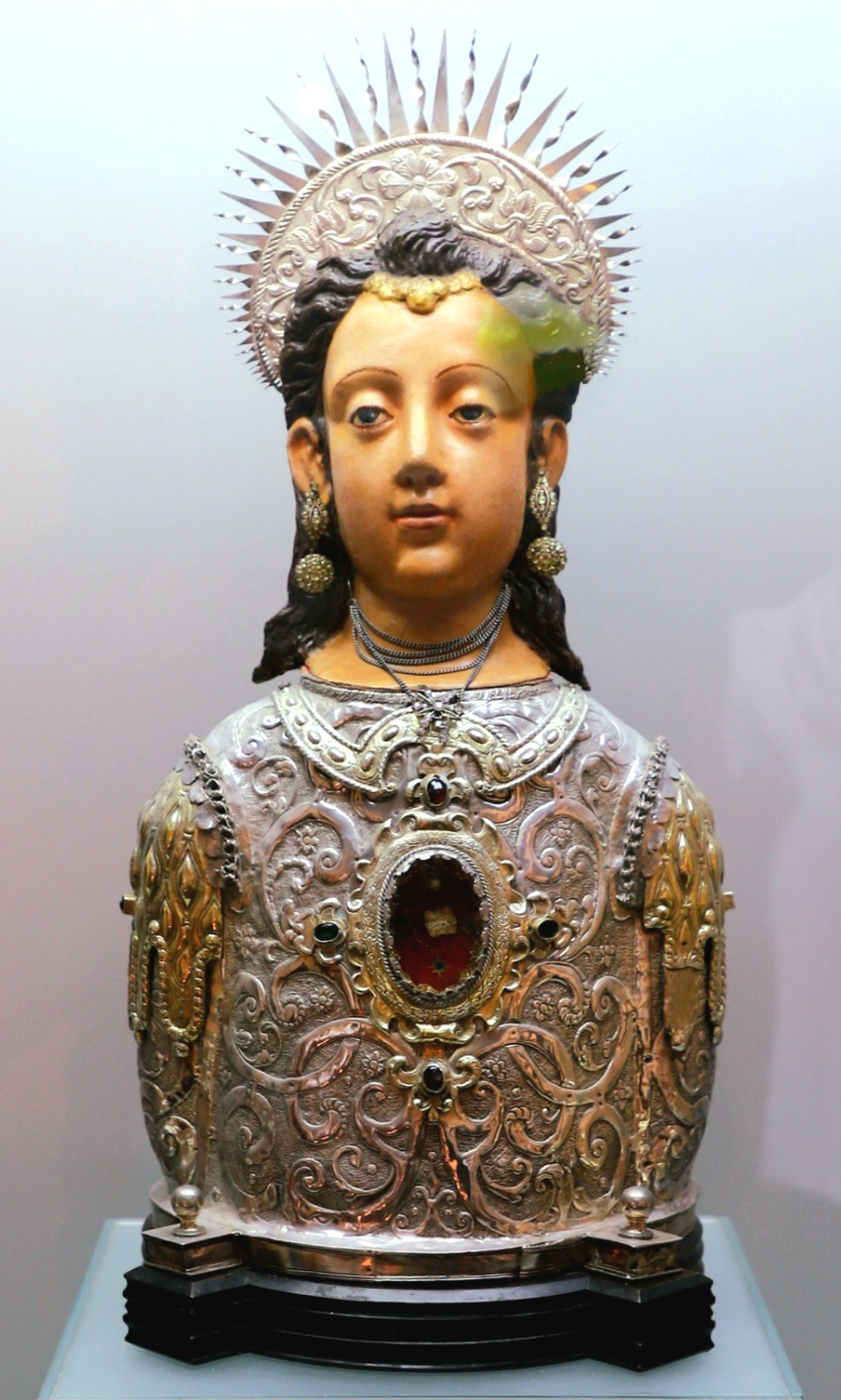
Relicario de Santa Lucía (siglo), por Agostinho da Piedade. Monasterio de San Benito de Salvador (Bahía, Brasil).

En lo tocante a su autoría, se desconoce quién ejecutó la pieza y dónde pudo haber sido facturada, aunque lo más probable es que se encomendase la obra a algún escultor o taller orensano, el cual debía ser sin duda de reconocido prestigio ya que la seo no tenía por costumbre hacer encargos a artistas de bajo nivel o de valía no reconocida,: 98  pudiendo ser Juan de Acosta Losada el autor debido a su notable actividad en la capital orensana: 224  y al parecido que el relicario guarda con la talla de San Buenaventura ejecutada por el escultor hacia 1631 y conservada en el Museo Catedralicio. Sin embargo, el trabajo pudo haber sido confiado a algún taller gallego fuera de los límites de la provincia o incluso podría tratarse de una pieza de factura castellana dadas las similitudes que alberga con el relicario de San Diego custodiado en el Convento de Santa Clara de Monforte de Lemos, obra del siglo xvii. En el relicario de Santa María Magdalena puede apreciarse una muy leve influencia napolitana debido a cierta semejanza con los relicarios de San Jacinto, San Vicente Ferrer, San Pablo Mártir y Santo Tomás de Aquino custodiados en la Colegiata de Santa María de Borja, todos ellos obra de Giovan Battista Gallone hacia 1608.: 107–109  En este punto cabe destacar la presencia de al menos otro relicario de la santa en otra zona de la provincia; Castro Caldelas, lugar en que, de acuerdo con una novena en honor a Nuestra Señora de los Remedios, patrona de la villa, se hallan, entre otros, los «Santos Teodosio, Teodoro, San Antonio, Santa María Magdalena, San Deodato», todos ellos fechados en el siglo xvii y llegados a tierras orensanas gracias a Pedro Fernández de Castro y Andrade y su esposa Catalina de la Cerda y Sandoval,: 26  condes de Lemos y virreyes de Nápoles desde 1610 hasta 1616, a través de quienes la escuela napolitana tuvo cierta influencia en tierras gallegas. 
Sin embargo, es mucho más notable la influencia portuguesa ya que la obra orensana alberga importantes similitudes con varios de los relicarios expuestos en el Museo Pío XII de Braga además de con, entre otros, el relicario de Santa Lucía conservado en el Monasterio de San Benito de Salvador, pieza facturada en el siglo xvii por Agostinho da Piedade,: 64  escultor que pese a desarrollar la totalidad de su labor en Brasil, recibió formación muy probablemente en la Abadía de Santa María de Alcobaza, sede de una importante escuela de arte sacro.: 120–122  El quehacer de los talleres barrocos portugueses tuvo su entrada en tierras orensanas gracias a Alonso Martínez Montánchez, escultor natural de Chaves afincado en Orense desde finales del siglo xvi y muy activo en la provincia, contando con un taller que dejó su impronta en el sur de Galicia a través de obras de gran importancia, como el coro del Monasterio de Santa María de Montederramo, destacando por su parecido con el relicario de Santa María Magdalena la talla de la Virgen de la O custodiada en el Museo Catedralicio, realizada por Montánchez al poco de afincarse en Orense. Cabe destacar que junto con este artista arribaron otros de gran prestigio, como Manuel Arnao Leitao, Manuel de Abelar y Fructuoso Manuel, todos formados en Oporto o Braga, los dos ambientes artísticos de referencia en la Portugal de entonces.: 320–321  Junto con los anteriormente mencionados destacan a su vez importantes entalladores como Amaro González, Bartolomé Ares de Canabal, Alonso López, Cornelio Guillermo, Juan López, Alonso de Freiría, Francisco Gómez y Damián Fernández, quienes fueron muy activos en la provincia en la primera mitad del siglo xvii y pudieron haber influenciado en mayor o menor medida al autor del relicario, hallándose la tumba de González en la Iglesia de San Francisco y la de Canabal en la catedral.: 365–368 : 188 

### Reliquias

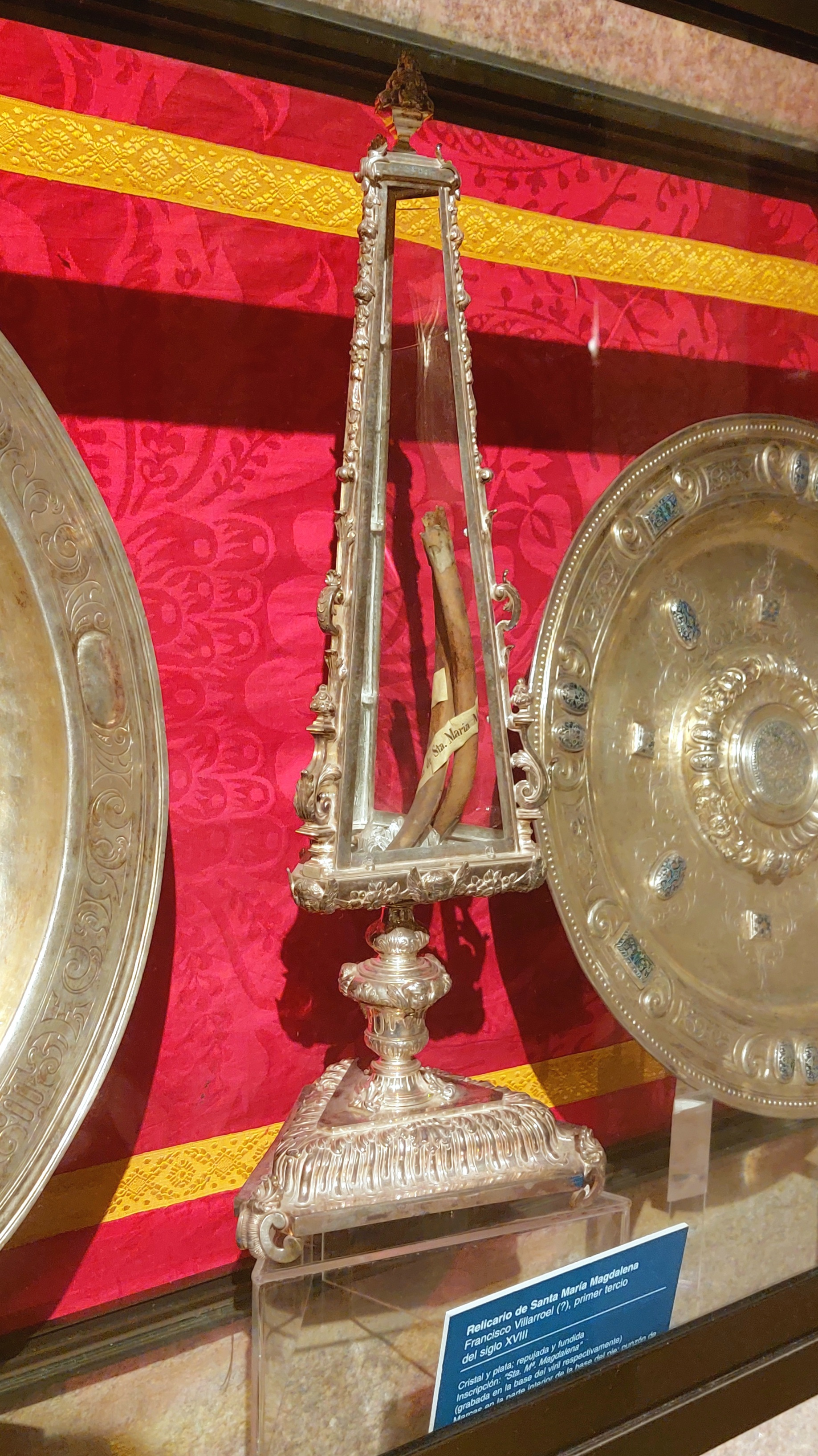
Relicario de Santa María Magdalena (primer tercio del siglo), atribuido a Francisco Villarroel. Museo Catedralicio de Orense.

Las reliquias que la obra albergó por un tiempo en su interior aparecen documentadas por vez primera en la visita efectuada por el obispo Antonio Ramírez de Haro en 1539:

Otra caxa de madera con guarniciones de hueso, dentro de ellas están ciertas reliquias, dos costillas de Santa María Magdalena […].: 15 

En el reconocimiento llevado a cabo en 1903 por Bautista se hace mención nuevamente a estas reliquias:

Una de San Antonio. Otra de San Ciprián. Otra de Santa Estefanía. Otra de San Paulo Emiliano. Otras de Trium Puerorum. Otras que dicen ser del báculo de San Electerio, Obispo y de su madre Santa Dancia. Otra de San Martín Obispo. La cabeza de Santa Constanza. La túnica de Santa Eufemia, la sábana en que fue envuelto el cuerpo de la Santa y un anillo de oro de la misma. Dos costillas y un pedacito de cordón de Santa María Magdalena. Nota. En el cabildo celebrado el 11 agosto 1655 consta que las costillas
de Santa María Magdalena eran dos y media y una falange de un dedo. Y habiendo el que suscribe presenciado el reconocimiento de la reliquias anteriormente descritas y leído por sí mismo los rótulos y las letras auténticas copiadas, lo consigna en el presente libro para constancia y satisfacción de los que deseen conocer la reliquias mencionadas.: 308 

Pese a que las reliquias son referenciadas por primera vez en el siglo xvi, las mismas podrían haber llegado a Orense mucho antes, en los siglos xii o xiii, debido a la presencia de una inscripción en la Iglesia de San Martín de Cornoces fechable en tiempos del episcopado de Alfonso (1174-1213):: 85 

CONSECRATA: FVIT: ECCL[ES]IA: ISTA: AB ALFO[N]SO AVRIEN[SE]: EP[ISCOP]O: I[N] HONORE: B[EAT]I/MARTINI: CV[M] RELIQVIIS: EI[VS]DE[M]: ET S[ANCTI]: VI[N]CE[N]CII M[ARTY]R[IS]: ET S[ANCTE]: MARIE: MAGDALENE: ET / S[ANCTE] EVFEMIE: ET RELIQVIIS: ALIIS: E[RA]: Ma: CCa: XXX: VIII: XVI: K[A]L[ENDAS]: MAII
ESTA IGLESIA FUE CONSAGRADA POR EL OBISPO DE ORENSE, ALFONSO, EN HONOR DE SAN MARTÍN Y SUS RELIQUIAS, Y DE SAN VICENTE, MÁRTIR, Y DE SANTA MARÍA MAGDALENA Y DE SANTA EUFEMIA Y OTRAS RELIQUIAS. ERA MILÉSIMA DUOCENTÉSIMA TRIGÉSIMO OCTAVA EN DECIMOSEXTAS CALENDAS DE MAYO.

En su momento fueron tres los templos orensanos que albergaron reliquias de la santa, las cuales llegaron a la provincia muy probablemente al mismo tiempo: la iglesia de Cornoces, la catedral y el Santuario de Nuestra Señora de los Remedios de Castro Caldelas, siendo la seo a día de hoy la única que las conserva.: 41  En lo relativo a su autenticidad, esta es dudosa debido a que varias de las reliquias que alberga la catedral, como el cráneo de Santa Constanza y dos tablillas de San Eleuterio, son muy probablemente falsas, al menos estas últimas puesto que hay constancia de que dichas reliquias, inicialmente descritas como un báculo, fueron deliberadamente convertidas en costillas además de producirse la suplantación de un santo con otro, pues la figura en principio venerada, San Eleuterio mártir, fue reconvertida en el papa San Eleuterio con el único fin de aumentar el valor de las reliquias.: 224  Sumado a esto, resulta llamativo que parte de los restos de un personaje tan destacado de la cristiandad terminasen en una diócesis tan distante a nivel de popularidad como por ejemplo Saint-Maximin-la-Sainte-Baume, donde desde antiguo se venera una parte de su osamenta. De acuerdo con la leyenda, María Magdalena se habría trasladado a Éfeso tras la crucifixión junto con la Virgen y San Juan, donde sería enterrada para en el siglo ix ser exhumada y sus restos conducidos a Bizancio y, posteriormente, a Provenza, si bien, de acuerdo con Santiago de la Vorágine, fue la santa la que llegó a Provenza por su propio pie huyendo de las persecuciones de Palestina en el año 48. Independientemente de cómo la Magdalena arribó supuestamente a Francia, este acontecimiento daría inicio a la evangelización del país; Lázaro, supuesto hermano de la santa, se convertiría en obispo de Marsella, mientras que Maximino, uno de los acompañantes de María Magdalena durante su travesía, obtendría la sede episcopal de Aix-en-Provence. Saint-Maximin-la-Sainte-Baume, donde según de la Vorágine la santa se retiró para vivir como ermitaña, se erigió como su lugar de culto predilecto junto con la Basílica de Santa María Magdalena de Vézelay, lugar al que los restos de la santa habrían sido conducidos en el siglo xi a excepción del cráneo, aunque en 1279 se descubrió que las reliquias trasladadas fueron al parecer las de San Sidonio, pese a lo cual la basílica siguió siendo un punto destacado en el culto a la santa, de la que conserva una costilla en su cripta. Desperdigados los restos durante la Revolución francesa con el fin de protegerlos, el cráneo siguió custodiándose en Saint-Maximin-la-Sainte-Baume, conservándose actualmente en la cripta de la Basílica de Santa María Magdalena de dicha ciudad.

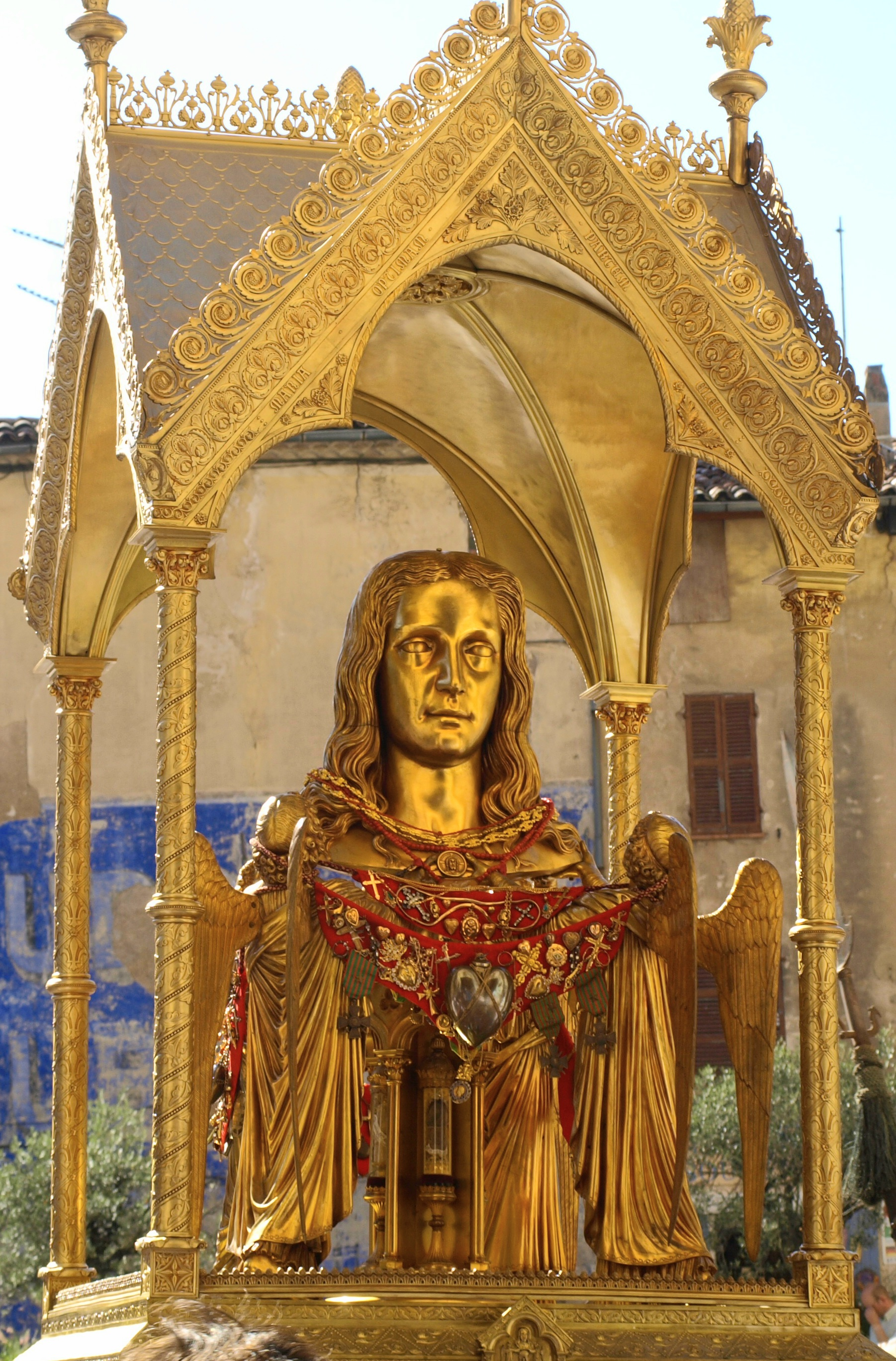
Relicario de Santa María Magdalena (anónimo, siglo). Basílica de Santa María Magdalena de Saint-Maximin-la-Sainte-Baume (Provenza-Alpes-Costa Azul, Francia).

Junto con Saint-Maximin-la-Sainte-Baume y Vézelay destacan otros dos lugares de culto: Grecia e Italia. En el Monasterio de Simonos Petra, en Monte Athos, se custodia su mano izquierda, reliquia considerada milagrosa por haber extinguido un grave incendio en 1945 al ayudar a la localización de una fuente de agua que permitió sofocar las llamas, las cuales amenazaban la integridad del edificio, mientras que su pie izquierdo se conserva en la Iglesia de San Juan de los Florentinos, en Roma, reliquia que pudo haber sido arrancada a su paso por dicha ciudad cuando el cuerpo fue llevado de Bizancio a Francia en el siglo ix, siendo este resto óseo de gran importancia por haber sido el primero que pisó el sepulcro de Cristo. No obstante, todas estas reliquias podrían ser falsas teniendo en cuenta la confusión que existe acerca de la llegada de los huesos de María Magdalena a Francia, pues existe una teoría que contradice tanto la versión tradicional como la versión dada por de la Vorágine. Según esta hipótesis, el esqueleto de la santa fue conducido al país galo en 866 por orden de León VI, tras lo cual el rey de Jerusalén lo habría donado al monarca francés Carlos II. Una vez allí, las reliquias habrían sido trasladadas desde Provenza hasta Vézelay, lugar que a partir del siglo xi se convertiría en objeto de peregrinaciones. No obstante, el supuesto descubrimiento de los huesos de la santa en 1279 en Saint-Maximin-la-Sainte-Baume contradice esta teoría y sostiene que el esqueleto trasladado fue el de San Sidonio, una confusión que añade cierto nivel de desconfianza acerca de la veracidad de las reliquias conocidas de María Magdalena incluyendo la de Orense, que en consecuencia debió llegar como muy pronto a finales del siglo xiii, lo que haría imposible el culto a las mismas en tiempos del obispo Alfonso, muerto en 1213, más de sesenta años antes del descubrimiento de estos restos, los cuales fueron hallados después de que Carlos de Anjou ordenase, debido a una visión que tuvo en un sueño, cavar bajo el suelo de una iglesia en Saint-Maximin-la-Sainte-Baume, lugar en que supuestamente había sido enterrado el esqueleto por unos monjes para protegerlo durante la invasión sarracena en 710, siendo depositado en un sarcófago encargado por el papa Clemente VIII en 1600 a excepción del cráneo, colocado en un relicario aparte, todo lo cual carecería de sentido si se da crédito al traslado de los restos a Vézelay. En caso de que los restos hallados en 1279 en Saint-Maximin-la-Sainte-Baume fuesen en efecto los de María Magdalena, y suponiendo que para finales del siglo xii o comienzos del xiii se venerasen en Cornoces reliquias de la santa, estas tendrían necesariamente que ser falsas atendiendo al conflicto existente con las fechas, situación que podría ser extrapolable a las reliquias de la catedral y a las que en su momento recibieron culto en Castro Caldelas ya que muy probablemente todas ellas llegaron a Orense al mismo tiempo.
Sumado a esto, es preciso destacar el intenso tráfico de reliquias que hubo durante la Edad Media en Europa. Los supuestos poderes curativos que tenían los restos de los santos, añadido al prestigio que ostentaba quien los poseía, dio lugar a un comercio de gran envergadura plagado de fraudes y falsificaciones. El apogeo de este comercio tuvo lugar entre los siglos xi y xvi, fecha que comprende la llegada de una supuesta parte de la osamenta de la Magdalena a Orense; el mercado de reliquias llegó a alcanzar cotas tan elevadas que la propia Iglesia se vio en la necesidad de frenar el comercio de las mismas ante los abusos que se estaban cometiendo. Ya en 1215, en el IV Concilio de Letrán, se trató de poner fin al culto del que estaban siendo objeto numerosas reliquias falsas mediante la exigencia de certificados de autenticidad, llegando las críticas más potentes de parte de los calvinistas; en 1543 Calvino publicó Tratado de las reliquias, obra en la que exponía la locura desatada por el fervor a los restos de los santos:

Un hueso de ciervo que pasaba por el brazo de san Antonio, una esponja que se adoraba como si fuese el cerebro de san Pedro, e incluso la huella de las nalgas de Jesús.

Otro de los críticos más destacados fue el humanista Alfonso de Valdés:

El prepucio de Nuestro Señor yo lo he visto en Roma y en Burgos, y también en Nuestra Señora de Amberes, y la cabeza de san Juan Bautista en Roma y Amiens. Pues apóstoles, si los quisiésemos contar, aunque no fueron sino doce y el uno no se halla y el otro está en las Indias, más hallaremos de 24 en diversos lugares del mundo. Los clavos de la cruz escribe Eusebio que fueron tres... y ahora hay uno en Roma, otro en Milán y otro en Colonia, y otro en París y otro en León y otros infinitos. Pues de palo de la cruz dígoos de verdad que si todo lo que dicen que hay della en la cristiandad se juntase, bastaría para cargar una carreta.

Todos estos hechos inducen a dudar de la autenticidad no solo de las reliquias conservadas en Orense sino también de las veneradas en Francia, Italia y Grecia. Las dudas son aún más notorias teniendo en cuenta la inexistencia de datos acerca de la llegada de estas reliquias, de las cuales solo hay noticias a partir de 1539, si bien las mismas, sean falsas o auténticas, pudieron haber llegado por el hecho de ser Orense lugar de paso del camino de Santiago, pues María Magdalena lleva vinculada desde antiguo a esta ruta.

## Descripción
El relicario, a veces fechado incorrectamente en el siglo xvi,: 141  consiste en un busto el cual arranca desde debajo de la cintura. La Magdalena es mostrada como una mujer joven de rasgos suaves y redondeados; destacan en el rostro una nariz fina y puntiaguda, unos ojos levemente cerrados, una boca cerrada de labios carnosos y unos pómulos caídos en los que se conservan restos de policromía rojiza que ayudan a potenciar la lozanía de la que hace gala la figura, dotada de unas delgadas cejas y de un cromatismo notablemente oscurecido por el óxido de los barnices. El cabello, compuesto de las ondulaciones típicas de la plenitud del barroco aunque todavía con influencias del manierismo, se dispone ordenadamente a ambos lados del rostro, destacando varios mechones los cuales caen sobre los hombros y el pecho hasta alcanzar la cintura. De factura bastante rudimentaria y escasa calidad artística, el relicario, en pésimas condiciones de conservación y con importantes pérdidas tanto cromáticas como volumétricas, destacando algunas áreas con la madera a la vista, luce vestimenta propia del siglo xvii en tonos rojizos con detalles dorados, resaltando a la altura del pecho una oquedad (teca) oval acristalada a través de la cual se podían contemplar las reliquias, trasladadas en el siglo xviii a un relicario de cristal y plata: 15  facturado probablemente en el primer tercio de la centuria por Francisco Villarroel.

## Legado
El relicario, expuesto en la muestra En olor de santidad: relicarios de Galicia, celebrada en 2004 en la Catedral de Orense y en el Convento de Santo Domingo de Bonaval, constituye una de las piezas más destacadas del Museo Catedralicio, cuya colección fue tasada en 2009 en más de seis millones de euros, mientras que las reliquias gozan de cierto nivel de relevancia por tratarse supuestamente de los huesos de uno de los personajes más importantes de la cristiandad, además de ser parte de la amplia colección de reliquias con las que cuenta la catedral, compuesta por restos de diversos santos, como San Rosendo, San Torcuato, Santa Faustina, San Cosme, San Damián, San Bonifacio, San Vidal, Santa Apolonia, Santa Cecilia, Santa Bibiana y Santa Úrsula. Pese a que la devoción a María Magdalena está actualmente perdida en tierras orensanas, el relicario se erige como una de las piezas más importantes del museo junto con otras obras del mismo estilo, como los relicarios de Santa Constanza y San Eleuterio, además de haber contado la santa con una capilla, desaparecida en 1847, y a día de hoy con una plaza a escasos metros de la catedral, conservándose a mayores en la seo, entre otros, una insignia con su imagen realizada en plomo y estaño que los peregrinos cosían a su vestimenta, pieza del siglo xiv facturada en Saint-Maximin-la-Sainte-Baume.: 310 